# Escala Rossi-Forel
A escala Rossi-Forel foi uma escala de avaliação da intensidade dos sismos desenvolvida por Michele Stefano de Rossi e François-Alphonse Forel em 1883 a partir de uma escala inicialmente apresentada por Rossi em 1873. A escala caiu em desuso, substituída pela escala de Mercalli e por outras escalas modernas de intensidade sísmica.

## História e descrição
A escala de dez pontos desenvolvida por Michele Stefano de Rossi e François-Alphonse Forel, e por isso designada por escala Rossi-Forel, foi a primeira escala de intensidade sísmica a recolher aceitação generalizada, sendo durante muitos anos, a escala mais usada para medir a intensidade dos sismos.
Foi substituída pela escala de Mercalli, com 12 termos, que assenta sobre a mesma base teórica e sobre o mesmo corpo de observações, podendo por isso ser considerada um desenvolvimento da escala de Rossi e de Forel. Ainda assim, a escala Rossi-Forel continua a ser utilizada pelos serviços oficias de alguns países, nomeadamente da Suíça e das Filipinas.
| Grau | Efeitos |
| I    | Apenas sentido por observadores treinados e atentos, registável com sismógrafos. |
| II   | Apenas algumas pessoas em repouso e bem localizadas notam o impulso. |
| III  | A maioria das pessoas em repouso notam o impulso. |
| IV   | O impulso é notado por pessoas ocupadas ou a trabalhar. Janelas, portas e outras partes soltas does edifícios tilintam, fazendo-se notar pelas pessoas em movimento.                                                                       |
| V    | O sismo é notado por quase todas as pessoas. Grandes móveis e outras estruturas são sacudidas, sinetas soltas tilintam. |
| VI   | Acorda pessoas dormecidas. Grandes móveis e estruturas vacilam, os pêndulos dos relógios param. Todas as sinetas tilintam. Nota-se a oscilação das plantas, principalmente de árvores e arbustos. Algumas pessoas fogem das suas casas.    |
| VII  | Comoção generalizada. Tombam móveis altos e estruturas pouco estáveis, os sinos das igrejas tilintam. Pequenos danos nos edifícios (queda de estuques e de tinta das paredes e tectos), sem dados significativos na estrutura dos imóveis. |
| VIII | Danos nos edifícios como fissuras nas paredes e queda de chaminés. |
| IX   | Danos estruturais nos edifícios ou a sua destruição completa. |
| X    | Catástrofe, grandes alterações do relevo. |